# Население на Монголия
Населението на Монголия през 2020 година е 3 296 866 души.
Средната гъстота е 1,7 души на кв. км. Естествен прираст: 13. На една жена се падат по 2 – 3 деца. Средна продължителност на живота: мъже – 64 г., жени – 69 г.
В цялата страна има само 6 обявени случая на СПИН.
Неграмотни – 2%.

## Възрастов състав
- 0 – 14 години: 27%
- 15 – 64 години: 67%
- 65 над години: 6% (2007 оценка)

## Коефициент на плодовитост
- 2007 – 1.9

## Етнически състав
(2007)
- монголци – 2 134 493 (82,04%)
- казахи – 140 152 (5,39%)
- дербети – 70 252 (2,7%)
- баяти – 53 246 (2,05%)
- буряти – 44 211 (1,7%)
- руснаци – 1345 (0,05%)

## Езици
Официален език е монголският.

## Писменост
Азбука – кирилица от 1945 година. През 1993 година се връща старомонголската азбука от XIII в.

## Религия
- 97% – будисти
- 2% – мюсюлмани
- 1% – християни